# Bosque protector Cerro Blanco
El Bosque Protector Cerro Blanco (BPCB) es una de las reservas más grandes y mejor conservadas de bosques seco tropicales en el Ecuador. Se encuentra en la parte occidental del país, en la región litoral, al sudeste de la cordillera Chongón-Colonche, en la provincia de Guayas, con una extensión aproximada de 6078 hectáreas.
El bosque es propiedad de la compañía Holcim Ecuador, pero administrado por la Fundación Pro-Bosque. La mayor parte del bosque protector está destinada a la conservación de la diversidad biológica, sin embargo existen áreas donde se realiza ecoturismo y actividades de reforestación.

## Fauna
En Cerro Blanco se han registrado por lo menos 216 especies de aves, de las cuales 9 están globalmente amenazadas como el papagayo de Guayaquil, gavilán dorsigrís y jilguero azafranado, además 24 son endémicas de la Ecoregión Tumbesina. También alberga cerca de 54 especies de mamíferos de las cuales 19 son de murciélagos, 12 especies de reptiles, 10 especies de anfibios, y entre los invertebrados destacan los lepidópteros con 77 especies.
Hay un sendero dedicado a los monos aulladores y es uno de los lugares mejor preservados. 
En este bosque protector se encuentra la subespecie del gran guacamayo verde, el papagayo de Guayaquil (Ara ambiguus guayaquilensis) la cual está clasificada como especie en peligro crítico de acuerdo a la UICN, y es símbolo de la ciudad de Guayaquil; de igual manera también se ha reportado la presencia del Jaguar de la Costa Panthera Onca.

#### Listado de murciélagos[5]

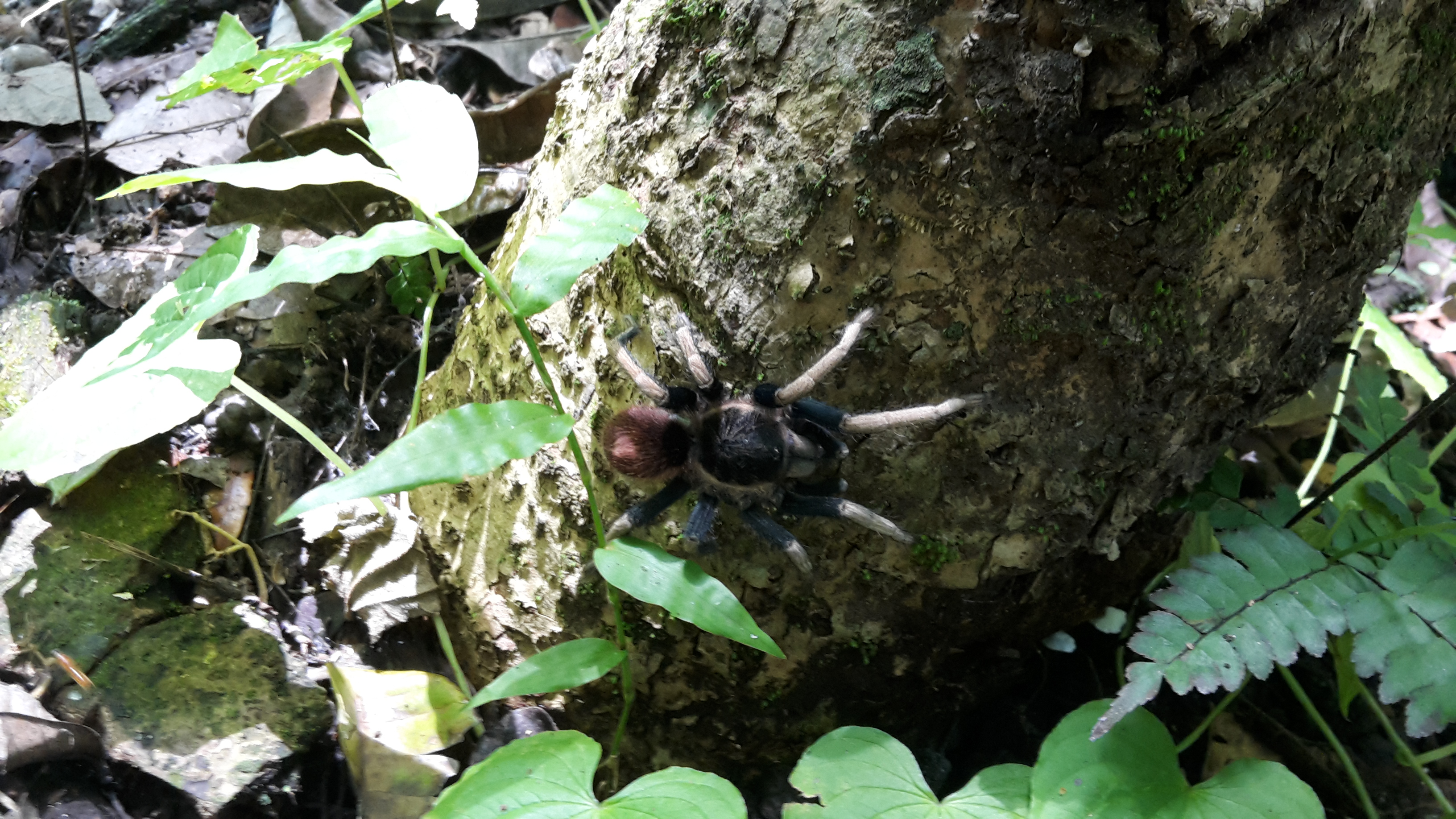
Tarántula

Artibeus fraterculus, Chiroderma villosum, Glossophaga soricina, Artibeus jamaicensis, Sturnira lilium, Uroderma bilobatum, Platyrrhinus helleri, Molossus  molossus, Lonchophylla robusta, Noctilio leporinus, Artibeus lituratus, Carollia brevicauda, Saccopteryx bilineata, Lasiurus blossevilli, Phyllostomus hastatus, Myotis nigricans, Myotis riparius, Enchistenes hartii.  

## Flora
El bosque protector Cerro Blanco es uno de los más grandes y mejor conservados fragmentos del bosque seco tropical ecuatoriano. Ofrece una de las mejores manifestaciones de supervivencia de tal vez 100 de las más de 500 especies de plantas vasculares registradas, que son endémicas de la región del bosque seco tropical.
Algunas de las especies de árboles que encontramos en el bosque son:
- árboles maderables: Guachapeli (Albizia guachapele), guayacán, pechiche, colorado
- árboles no maderables: ceibo, bototillo o Cochlospermum vitifolium, balsa, etc.

## Problemas de conservación
Como otros bosques de Guayaquil está rodeado por urbanizaciones, canteras y carreteras y esto no permite el flujo genético de las especies. A pesar de los constantes monitoreos por parte de guarda parques existe una latente preocupación por el ingreso de personas a realizar actividades de tala y caza ilegal. Además de la deforestación.